# جان سوندرز
جان سوندرز (بالإنجليزية: Jean Saunders)‏ هي كاتِبة بريطانية، ولدت في 8 فبراير 1932 في لندن في المملكة المتحدة، وتوفيت في 3 أغسطس 2011 في ويستون سوبر مير في المملكة المتحدة.